# Composição em tabuleiro de damas com cores claras
Composição em tabuleiro de damas com cores claras ou Composição em grelha 9 (em holandês: Rastercompositie 9: dambordcompositie heldere kleuren) é uma pintura a óleo sobre tela realizada pelo artista holandês Piet Mondrian em 1919. A partir de 1918/1919, as pinturas de Mondrian começam a transformar-se e a apresentar o estilo que se seguiria nos anos seguintes. Esta composição revela os elementos básicos do seu Neoplasticismo como as cores primárias.